# 7th Cavalry
7th Cavalry (Brasil: O Fantasma do General Custer / Portugal: O 7.º de Cavalaria) é um filme norte-americano de 1956, do gênero faroeste, dirigido por Joseph H. Lewis e estrelado por Randolph Scott e Barbara Hale.
Faroeste verborrágico, com ação apenas nos últimos quinze minutos, mais ou menos.

## Sinopse
Tom Benson, capitão do Exército, é considerado covarde por, aparentemente, ter desertado de Little Big Horn, onde o General Custer e sua tropa foram dizimados pelos sioux. Para redimir-se, ele lidera um pelotão que volta ao local para sepultar os cadáveres, porém os índios têm outra ideia. No final, "entra" em cena o fantasma do cavalo de Custer...

## Elenco
| Ator/Atriz      | Personagem         |
| --------------- | ------------------ |
| Randolph Scott  | Capitão Tom Benson |
| Barbara Hale    | Martha Kellogg     |
| Jay C. Flippen  | Sargento Bates     |
| Frank Faylen    | Sargento Kruger    |
| Jeanette Nolan  | Charlotte Reynolds |
| Leo Gordon      | Vogel              |
| Denver Pyle     | Dixon              |
| Harry Carey Jr. | Cabo Morrison      |
| Michael Pate    | Capitão Benteen    |
| Donald Curtis   | Tenente Bob Fitch  |
| Frank Wilcox    | Major Reno         |
| Pat Hogan       | Hawk (jovem)       |
| Russell Hicks   | Coronel Kellogg    |
| Peter Ortiz     | Pollock            |